# CNT Management Consulting
CNT Management Consulting AG ist ein österreichisches Unternehmen in der Informations- und Telekommunikationstechnologie Branche mit Sitz in Wien. Das Unternehmen zählt sich zu den führenden Beratungshäusern für SAP-Software  und ist sowohl auf die Beratung als auch auf den Verkauf von SAP-Dienstleistungen spezialisiert.  Es berät sowohl mittelständische als auch globale Unternehmensgruppen aus den Bereichen Life Sciences, Anlagen- und Maschinenbau, Bau- und Holzwirtschaft, Fertigungsindustrie, Automobilindustrie, Versorgungsunternehmen und im öffentlichen Sektor.
Das Unternehmen verfügt über Standorte in Wien, Innsbruck, Linz, München, Mainz, Hasselt, Utrecht, Bozen, Zürich, Barcelona, Atlanta, São Paulo und Hamburg. 2023 beschäftigte CNT Consulting Management insgesamt 450 Mitarbeiter.

## Geschichte
CNT Management Consulting wurde im Jahr 1999 als kleines Unternehmen mit fünf Mitarbeitern gegründet.
2008 wurde der deutsche Standort der CNT gegründet. Dieser befand sich zuerst in Frankfurt und Wiesbaden, bevor er 2018 nach Mainz verlegt wurde.
Im Jahr 2018 hatte das Unternehmen bereits 200 Mitarbeiter. Zudem erfolgte die Umstellung auf die Rechtsform einer Aktiengesellschaft. Damit führte CNT eine neue Unternehmensstruktur sowie ein zukunftsorientiertes Partnermodell ein. Im selben Jahr wurde die Auslandsniederlassung in Italien gegründet.
2019 eröffnete CNT Management Consulting einen neuen Standort in Belgien und expandierte 2020 in den USA. Das Büro in Atlanta war der erste Standort außerhalb von Europa. Im selben Jahr wurde das Unternehmen mit dem SAP Pinnacle Award 2021 in der Kategorie „Spend Management“ ausgezeichnet. Diese Auszeichnung wird von SAP an Partner vergeben, welche ihre Kunden bei der optimalen Führung ihres Unternehmens unterstützen.
In den Jahren 2022 und 2023 wurden weitere Standorte in den Niederlanden und Spanien eröffnet, wodurch das internationale Wachstum weiter vorangetrieben wurde.
Im Jahr 2024 erhielt die CNT verschiedene Auszeichnungen. Zu diesen zählen der CEE Partner Excellence Award und SAP Quality Awards 2024 für fünf Kunden des Unternehmens.  Zudem bezog CNT Management Consulting ein neues Büro am Standort Atlanta.

## Produkte
CNT Management Consulting führt End-to-End-Beratungen und den Verkauf von SAP-Dienstleistungen durch. Zu diesen Dienstleistungen gehören die SAP S/4HANA Cloud Private Edition (RISE with SAP solution), SAP S/4HANA Cloud Public Edition (the GROW with SAP solution), SAP Business Technology Platform (SAP BTP), Human Capital Management (SAP SuccessFactors solutions), Spend Management (SAP Ariba solutions), SAP Customer Experience Solutions (CRM), SAP Data and Analytics Solutions, Planning and Analysis (SAP Analytics Cloud) und Travel Management (SAP Concur solutions).